# Wushan, Chongqing
Wushan är ett härad i Chongqings storstadsområde i sydvästra Kina, omkring 360 kilometer nordost om det centrala stadsdistriktet Yuzhong. 
Wushan härad tillhörde tidigare Sichuan-provinsen, men överfördes till Chongqing när staden fick provinsstatus 1997.

## Administrativ indelning
Häradet är indelat i två stadsdelsdistrikt, elva köpingar och 13 socknar (varav två är etniska minoritetssocknar för tujia-folket).
Stadsdelsdistrikt (jiedao):

- Gaotang (高唐街道)
- Longmen (龙门街道)

Köpingar (zhen):

- Baolong (抱龙镇)
- Dachang (大昌镇)
- Futian (福田镇)
- Guandu (官渡镇)
- Guanyang (官阳镇)
- Longxi (龙溪镇)
- Luoping (骡坪镇)
- Miaoyu (庙宇镇)
- Shuanglong (双龙镇)
- Tonggu (铜鼓镇)
- Wuxia (巫峡镇)

Socknar (xiang):

- Dangyang (当阳乡)
- Daxi (大溪乡)
- Duping (笃坪乡)
- Jianping (建平乡)
- Jinping (金坪乡)
- Liangping (两坪乡)
- Peishi (培石乡)
- Pinghe (平河乡)
- Quchi (曲尺乡)
- Sanxi (三溪乡)
- Zhuxian (竹贤乡)

Etniska minoritetssocknar (zu xiang):
- Dengjia (邓家土家族乡) Dèngjiā tŭjiāzú xiāng (för tujiafolket)
- Hongchun (红椿土家族乡) Hóngchūn tŭjiāzú xiāng (för tujiafolket)